# 抄身制
抄身制又稱搜身制，是中國工廠曾經施行的一種人身搜查的制度。為防止工人盜竊，在工人下班時，廠方對每個工人搜查人身後方能允許工人出廠。這一制度主要用於紡紗廠中，最早在外資工廠施行，後中資工廠也逐步採用。
由於抄身制涉嫌侮辱，在20世紀30年代的上海某紡紗廠一度抗議該制度，結果導致有人員受傷。1950年1月，全國紡織工會代表會議宣布廢除抄身制。